# Équipe d'Italie de rugby à XV à la Coupe du monde 1991
L'Équipe d'Italie de rugby à XV à la Coupe du monde 1991 est éliminée en poule, après avoir perdu contre l'équipe d'Angleterre, puis contre l'équipe de Nouvelle-Zélande dans un match accroché. Dans le premier match, elle s'est imposée contre l'équipe des États-Unis, elle termine à la troisième place de cette poule.

## Résultats
| 5 octobre 1991 | Italie | 30 – 9 | États-Unis |  |
| 5 octobre 1991 |        |        |            |  |
| 5 octobre 1991 |        |        |            |  |

| 8 octobre 1991 | Angleterre | 36 – 6 | Italie |  |
| 8 octobre 1991 |            |        |        |  |
| 8 octobre 1991 |            |        |        |  |

| 13 octobre 1991 | Nouvelle-Zélande | 31 – 21 | Italie |  |
| 13 octobre 1991 |                  |         |        |  |
| 13 octobre 1991 |                  |         |        |  |

## Classement final de la poule A
| Rang | Pays             | J | V | N | D | Pm | Pe  | Diff | Pts |
| ---- | ---------------- | - | - | - | - | -- | --- | ---- | --- |
| 1    | Nouvelle-Zélande | 3 | 3 | 0 | 0 | 95 | 39  | +56  | 9   |
| 2    | Angleterre       | 3 | 2 | 0 | 1 | 85 | 33  | +52  | 7   |
| 3    | Italie           | 3 | 1 | 0 | 2 | 57 | 76  | -19  | 5   |
| 4    | États-Unis       | 3 | 0 | 0 | 3 | 24 | 113 | -89  | 3   |

## Liste des joueurs
Les joueurs ci-après ont joué pendant cette coupe du monde 1991. Les noms en gras désignent les joueurs qui ont été titularisés le plus souvent.

### Première ligne
- Massimo Cuttitta (3 matchs, 3 comme titulaire)
- Giovanni Grespan (1 match, 0 comme titulaire)
- Giancarlo Pivetta (3 matchs, 3 comme titulaire)
- Franco Properzi-Curti (3 matchs, 3 comme titulaire)

### Deuxième ligne
- Giambattista Croci (3 matchs, 3 comme titulaire)
- Roberto Favaro (3 matchs, 3 comme titulaire)

### Troisième ligne
- Alessandro Bottacchiari (1 match, 1 comme titulaire)
- Carlo Checchinato (2 matchs, 2 comme titulaire)
- Massimo Giovanelli (2 matchs, 2 comme titulaire)
- Roberto Saetti (2 matchs, 2 comme titulaire)
- Gianni Zanon (2 matchs, 2 comme titulaire) (capitaine)

### Demi de mêlée
- Ivan Francescato (3 matchs, 3 comme titulaire)

### Demi d’ouverture
- Diego Domínguez (3 matchs, 3 comme titulaire)

### Trois quart centre
- Stefano Barba (2 matchs, 2 comme titulaire)
- Massimo Bonomi (2 matchs, 1 comme titulaire)
- Fabio Gaetaniello (3 matchs, 3 comme titulaire)

### Trois quart aile
- Marcello Cuttitta (3 matchs, 3 comme titulaire)
- Paolo Vaccari (3 matchs, 3 comme titulaire)

### Arrière
- Edgardo Venturi (1 match, 1 comme titulaire)
- Luigi Troiani (2 matchs, 2 comme titulaire)

## Statistiques

### Meilleurs marqueurs d'essais
1. Marcello Cuttitta 2 essais
2. Stefano Barba, Massimo Bonomi, Ivan Francescato, Fabio Gaetaniello, Paolo Vaccari 1 essai

### Meilleur réalisateur
1. Diego Domínguez 29 points